# Aptenocanthon monteithi
Aptenocanthon monteithi är en skalbaggsart som beskrevs av Ross Storey 1984. Aptenocanthon monteithi ingår i släktet Aptenocanthon och familjen bladhorningar. Inga underarter finns listade.